# Бендер-Риг
Бенде́р-Риг (перс. بندر ریگ‎) — небольшой приморский город на юге Ирана, в провинции Бушир. Входит в состав шахрестана Генаве. На 2006 год население составляло 5257 человек; в национальном составе преобладают луры, в конфессиональном — мусульмане-шииты.

## География
Город находится в северной части Бушира, в пределах равнины Гермсир, на побережье Персидского залива. Абсолютная высота — 0 метров над уровнем моря.
Бендер-Риг расположен на расстоянии приблизительно 60 километров к северо-западу от Бушира, административного центра провинции и на расстоянии 685 километров к югу от Тегерана, столицы страны.